# Arvicanthis somalicus
Arvicanthis somalicus é uma espécie de roedor da família Muridae.
Pode ser encontrada nos seguintes países: Etiópia, possivelmente Quénia, Somália e Tanzânia.
Os seus habitats naturais são: savanas áridas e matagal árido tropical ou subtropical.